# Guillaume de Montmorency
Guillaume de Montmorency (Chantilly, 1453 – Chantilly, 14 maggio 1531) Generale delle finanze del re, fu governatore di diversi castelli reali ed accompagnò Luigi XII nelle prime guerre d'Italia da lui condotte.

## Biografia
Guillaume nacque nel 1453, figlio del secondo matrimonio di suo padre Giovanni II di Montmorency (1401-1477) con Marguerite d'Orgemont. Suo padre decise nel 1472 di affidare suo figlio ultimo nato a Jean de Nivelle a seguito della disputa tra i suoi due primi figli ed il loro coinvolgimento nel partito pro-borgognone. Guillaume ottenne il titolo di barone di Montmorency nel 1472 all'età di 18 anni. Seguirono quattro anni di procedimenti giudiziari con gli altri fratelli. Il titolo di barone gli venne contestato dai suoi nipoti Jean de Montmorency-Nevele (1461-1512) e Philippe (1466-1526) ed infine dall'ultimo suo nipote Joseph de Montmorency (m. nel 1530). Per parte di suo padre egli rimaneva comunque signore di Écouen, Thoré, Montjay, Conflans-Sainte-Honorine. Per parte di sua madre, era signore d'Aufois, Chavard e Montepilloy. Entrl al servizio di Carlo V d'Angiò di cui divenne ciambellano.
Nel 1484, suo zio materno Pierre III d'Orgemont, nipote di Pierre d'Orgemont, morì senza eredi e lo rese suo erede nella signoria di Chantilly. Guillaume de Montmorency fece costruire la cappella del castello nel 1507. Nel 1515, ottenne in grazia di una bolla pontificia il diritto di far celebrare quotidianamente una messa e tutti i sacramenti nella cappella. Prese parte agli Stati Generali del 1484 tenutisi a Tours e fu deputato della nobiltà di Parigi durante la minore età di Carlo VIII e divenne poi ciambellano del re. Il suo successore Luigi XII lo nominò sovrintendente delle acque e delle foreste e guardiacaccia in Touraine, nonché capitano del Castello di Saint-Germain-en-Laye. Lo seguì nelle campagne d'Italia del 1499-1500.
Nel 1503, venne nominato capitano della Bastiglia. Partì nuovamente per le guerre d'Italia in quello stesso anno con il re. Al suo ritorno venne ricompensato della fedeltà dimostrata con l'incarico di governatore d'Orléans. Nella quarta guerra d'Italia, fu consigliere della reggenza di Anna di Bretagna nel 1508. Venne designato capitano del Castello di Vincennes e creato cavaliere dell'Ordine dello Spirito Santo. Durante la sesta guerra d'Italia venne incaricato della protezione di Parigi e della raccolta dei fondi presso il Parlamento di Parigi per la liberazione di Francesco I di Francia, fatto prigioniero nella battaglia di Pavia. Fu firmatario del trattato di Madrid che permise di liberare il re.
Alla sua morte, avvenuta nel Castello di Chantilly, venne sepolto nella Collegiata di Saint-Martin di Montmorency che egli stesso aveva fatto erigere..

## Ascendenza
Guillaume de Montmorency era discendente dei re di Francia tramite Ugo Capeto
|                          |                     |                                       | Genitori                          |  |  | Nonni |  |  | Bisnonni               |  |  | Trisnonni             |  |
|                          |                     |                                       |                                   |  |  |       |  |  | Charles de Montmorency |  |  | Jean I de Montmorency |  |
|                          |                     |                                       |                                   |  |  |       |  |  | Charles de Montmorency |  |  | Jean I de Montmorency |  |
|                          |                     | Jeanne de Calletot                    |                                   |  |  |       |  |  | Charles de Montmorency |  |  |                       |  |
| Jacques de Montmorency   |                     |                                       |                                   |  |  |       |  |  | Charles de Montmorency |  |  |                       |  |
|                          |                     | Perronnelle de Villers de L'Isle-Adam | Adam II de Villers de L'Isle-Adam |  |  |       |  |  |                        |  |  |                       |  |
|                          |                     | Perronnelle de Villers de L'Isle-Adam | Adam II de Villers de L'Isle-Adam |  |  |       |  |  |                        |  |  |                       |  |
|                          |                     | Perronnelle de Villers de L'Isle-Adam | Alix de Méry                      |  |  |       |  |  |                        |  |  |                       |  |
| Jean II de Montmorency   |                     | Perronnelle de Villers de L'Isle-Adam |                                   |  |  |       |  |  |                        |  |  |                       |  |
|                          |                     | Hugues de Melun                       | Jean I de Melun                   |  |  |       |  |  |                        |  |  |                       |  |
|                          |                     | Hugues de Melun                       | Jean I de Melun                   |  |  |       |  |  |                        |  |  |                       |  |
|                          |                     | Hugues de Melun                       | Isabelle d'Antoing                |  |  |       |  |  |                        |  |  |                       |  |
| Philippa de Melun        |                     | Hugues de Melun                       |                                   |  |  |       |  |  |                        |  |  |                       |  |
|                          |                     | Béatrix de Beaussart                  | Robert de Beaussart               |  |  |       |  |  |                        |  |  |                       |  |
|                          |                     | Béatrix de Beaussart                  | Robert de Beaussart               |  |  |       |  |  |                        |  |  |                       |  |
|                          |                     | Béatrix de Beaussart                  | Laure de Mauvoisin                |  |  |       |  |  |                        |  |  |                       |  |
| Guillaume de Montmorency |                     | Béatrix de Beaussart                  |                                   |  |  |       |  |  |                        |  |  |                       |  |
|                          | Pierre I d'Orgemont | Jean o Pierre d'Orgemont              |                                   |  |  |       |  |  |                        |  |  |                       |  |
|                          | Pierre I d'Orgemont | Jean o Pierre d'Orgemont              |                                   |  |  |       |  |  |                        |  |  |                       |  |
|                          | Pierre I d'Orgemont | …                                     |                                   |  |  |       |  |  |                        |  |  |                       |  |
| Pierre II d'Orgemont     | Pierre I d'Orgemont |                                       |                                   |  |  |       |  |  |                        |  |  |                       |  |
|                          |                     | Marguerite de Voisines                | …                                 |  |  |       |  |  |                        |  |  |                       |  |
|                          |                     | Marguerite de Voisines                | …                                 |  |  |       |  |  |                        |  |  |                       |  |
|                          |                     | Marguerite de Voisines                | …                                 |  |  |       |  |  |                        |  |  |                       |  |
| Marguerite d'Orgemont    |                     | Marguerite de Voisines                |                                   |  |  |       |  |  |                        |  |  |                       |  |
|                          |                     | Guillaume VII Paynel                  | Guillaume VI Paynel               |  |  |       |  |  |                        |  |  |                       |  |
|                          |                     | Guillaume VII Paynel                  | Guillaume VI Paynel               |  |  |       |  |  |                        |  |  |                       |  |
|                          |                     | Guillaume VII Paynel                  | Jeanne Bertran de Briquebec       |  |  |       |  |  |                        |  |  |                       |  |
| Jacqueline Paynel        |                     | Guillaume VII Paynel                  |                                   |  |  |       |  |  |                        |  |  |                       |  |
|                          |                     | Jeanne Paynel                         | Olivier III Paynel                |  |  |       |  |  |                        |  |  |                       |  |
|                          |                     | Jeanne Paynel                         | Olivier III Paynel                |  |  |       |  |  |                        |  |  |                       |  |
|                          |                     | Jeanne Paynel                         | Isabelle de Meulan                |  |  |       |  |  |                        |  |  |                       |  |
|                          |                     | Jeanne Paynel                         |                                   |  |  |       |  |  |                        |  |  |                       |  |

## Matrimonio e figli
Guillaume sposò il 17 luglio 1484 la nobildonna Anne Pot (c. 1453-1510), dama di La Rochepot, Damville e di Châteauneuf, contessa di Saint-Pol e nipote di Philippe Pot, gran siniscalco di Borgogna. Da questo matrimonio nacquero sette figli:
- Jean (~1485-1516) signore d’Ecouen, sposò nel 1510 Anne (o Jeanne) de La Tour, dama di Montgascon (figlia di Godefroi de La Tour, barone di Montgascon)
- François (~1487-1551), signore de La Rochepot e di Châteauneuf, governatore di Parigi e dell'Île-de-France, sposò (1524) Charlotte d'Humières, dama d'Offemont e di Encre, (figlia di Jean, signore d'Humières, e di Françoise Le Josne de Contay)
- Anne (1493-1567), capitano generale degli Svizzeri, Maresciallo di Francia (1522), Gran Maestro di Francia (1526), Connestabile di Francia (1538), I duca di Montmorency (1551), Generalissimo di Francia (1560), sposò (1529 a Saint-Germain-en-Laye) Maddalena di Savoia (~1510-1586), baronessa di Montberon, La Fère-en-Tardenois, Gandelu e Saint-Hillier (figlia di Renato di Savoia, conte di Villars, e di Anna Lascaris)
- Louise, (~1490-1547) dama d'onore di Elisabetta d'Austria, sposò Ferry de Mailly, barone di Conti, dal (1514) Gaspard I de Coligny signore di Coligny-Le-Vieil
- Philippe (~1496-1519), vescovo di Limoges (1517)
- Anne (~1497-1525), sposò nel 1517 Guy XVI de Laval, conte di Laval
- Marie (~1500-?), badessa di Notre-Dame di Maubuisson